# Resident Evil 5
Resident Evil 5 é um jogo eletrônico de tiro em terceira pessoa desenvolvido e publicado pela Capcom. É o sétimo título principal da série Resident Evil, e foi anunciado em 2005 (o mesmo ano em que seu predecessor Resident Evil 4 foi lançado). Resident Evil 5 foi lançado para os consoles PlayStation 3 e Xbox 360 em março de 2009 e para o Microsoft Windows em setembro do mesmo ano.
A trama gira em torno da investigação dos agentes da B.S.A.A. Chris Redfield e Sheva Alomar de uma ameaça terrorista em Kijuju, uma região fictícia na África. Redfield logo descobre que precisará confrontar seu passado na forma de seu velho inimigo Albert Wesker e sua ex-parceira Jill Valentine.
A jogabilidade de Resident Evil 5 é semelhante à do jogo anterior, embora seja o primeiro título da série projetado para ter uma jogabilidade cooperativa de dois jogadores. Ele também foi considerado o primeiro jogo da série principal a afastar-se do gênero sobrevivência, com os críticos dizendo que tinha mais semelhanças com um jogo de ação. Capturas de movimento foram usadas para filmar as cutscenes, e foi o primeiro jogo a usar um sistema de câmera virtual. Vários membros da equipe de produção do primeiro Resident Evil trabalharam em Resident Evil 5. A versão de PC foi desenvolvida pela Mercenary Technology.
Resident Evil 5 recebeu uma recepção em grande parte positiva, embora tenha sido criticado por problemas com seus controles. O jogo também recebeu algumas queixas iniciais de racismo, mas uma investigação do British Board of Film Classification considerou as alegações infundadas. Resident Evil 5 foi relançado para o PlayStation 4 e Xbox One em junho de 2016. Em dezembro de 2020, o jogo original vendeu mais de 7,8 milhões de unidades. Uma edição especial do jogo e lançamentos em outras plataformas venderam mais 4,3 milhões de unidades, elevando as vendas totais para 12,1 milhões, tornando-se o jogo mais vendido da franquia Resident Evil, e a sua versão original continuou sendo o lançamento individual da Capcom mais vendido até março de 2018, quando foi superado por Monster Hunter: World. Sua sequência, Resident Evil 6, foi lançada em 2012.

## Enredo
Em 2009, cinco anos após os acontecimentos de Resident Evil 4, Chris Redfield, um ex-membro do Serviço de Resgate e Táticas Especiais (S.T.A.R.S.) e agora parte da Aliança de Avaliação de Segurança em Bioterrorismo (BSAA), é despachado para Kijuju, na África. Ele e sua nova parceira Sheva Alomar têm a tarefa de apreender Ricardo Irving antes que ele venda uma arma bio-orgânica no mercado negro. Quando eles chegam, descobrem que os moradores foram infectados por parasitas que são chamados de "Las Plagas" (já os infectados são chamados de "Majini") e os membros do time alfa da BSAA foram mortos. Chris e Sheva são resgatados pela equipe delta da organização, que conta com Josh Stone, o mentor de Sheva. Nos dados providenciados por este, Chris vê uma fotografia de Jill Valentine, sua antiga parceira, que é dada como morta após um confronto com Albert Wesker. Chris, Sheva e a equipe delta se aproximam de Irving, mas ele escapa com a ajuda de uma figura encapuzada. Irving deixa documentos que levam Chris e Sheva para campos petrolíferos pantanosos. Este lugar é onde a negociação de Irving estava prestes a acontecer, mas logo descobrem que isso era uma distração criada por ele. Quando a dupla tenta se reagrupar com o time delta, eles descobrem que todos foram mortos por uma arma bio-orgânica; Sheva não consegue encontrar Josh entre os mortos. Determinado a saber se Jill ainda está viva, Chris não relata o incidente para a sede.
Entrando no pântano, eles encontram Josh ferido, mas seguro, e rastreiam o barco de Irving com sua ajuda. Ele injeta-se com uma variante do Las Plagas e se transforma em uma besta enorme parecida com um polvo.Chris e Sheva o matam e suas últimas palavras levam-os para uma caverna próxima para saber mais. A caverna é a fonte de uma flor utilizada para criar o vírus progenitor, que levou a produção dos vírus T e G, e tem sido usada para formar uma nova estirpe extremamente poderosa chamada Uroboros. Os dois encontram evidências de que a Tricell, a empresa que financia a BSAA, assumiu um antigo laboratório subterrâneo da Umbrella Corporation e continuou sua pesquisa. Na instalação, eles descobrem que há milhares de cápsulas com cobaias humanas. Embora Chris ache que uma delas é de Valentine, ela está vazia. Quando eles saem, descobrem que a diretora executiva da Tricell, Excella Gionne, conspirava com Wesker para lançar mísseis com o vírus Uroboros em todo o mundo; é revelado eventualmente que Wesker espera salvar alguns poucos escolhidos do caos da infecção para governá-los, criando uma nova raça humana. Chris e Sheva perseguem Excella, mas são interrompidos por Wesker e a figura encapuzada, que se revela ser Jill, que está sendo escravizada por um dispositivo de controle mental preso em seu peito. Excella e Wesker escapam em um navio petroleiro da Tricell, enquanto Chris e Sheva lutam contra Jill e conseguem remover o dispositivo de controle. Depois de uma breve conversa, Jill pede para Chris seguir Wesker.
A dupla embarca no navio petroleiro e encontram Excella, que escapa e deixa cair uma mala de seringas, que são guardadas por Sheva. Quando os dois alcançam o convés principal, Wesker anuncia através de um intercomunicador que ele traiu e infectou Excella com o Uroboros. Ela se transforma em um monstro gigante, que é morto por Chris e Sheva. Jill entra em contato e diz que Wesker deve tomar doses precisas e regulares de um vírus para manter a sua força e velocidade; uma dose maior ou menor iria envenená-lo. Sheva percebe que as seringas de Excella são doses da droga. Eles então seguem Wesker em um bombardeiro carregado com mísseis contendo o Uroboros, injetando-o com as seringas. Wesker tenta escapar no avião, mas é impedido, fazendo-o cair em um vulcão. Furioso, Wesker se expõe ao vírus e persegue Chris e Sheva pelo vulcão. Eles lutam contra ele até serem resgatados por um helicóptero pilotado por Jill e Josh. Já enfraquecido, Wesker tenta arrastar o veículo para dentro do vulcão, mas Chris e Sheva disparam dois tiros de lança-mísseis, matando-o. Na cena final do jogo, Chris pergunta a si mesmo se vale a pena lutar pelo mundo. Olhando para Sheva e Jill, ele decide viver em um mundo sem medo.

## Jogabilidade
Resident Evil 5 é um jogo eletrônico de tiro em terceira pessoa com uma perspectiva sobre o ombro. Os jogadores podem usar várias armas, incluindo revólveres, espingardas, rifles automáticos, rifles de precisão e lançadores de granadas, bem como ataques corpo a corpo. Os jogadores podem fazer um giro rápido de 180 graus para fugir dos inimigos. O jogo envolve batalhas de chefes, muitas das quais contêm quick time events.
Como em Resident Evil 4, os jogadores podem melhorar as armas com dinheiro e tesouros que são coletados pelos ambientes e se curarem com ervas, mas não podem correr e atirar ao mesmo tempo. Novos recursos incluem alguns inimigos infectados usando armas e granadas, a capacidade de melhorar as armas a qualquer momento a partir da tela de inventário (em vez de encontrar um comerciante) e o equipamento dos itens em tempo real durante a jogabilidade. Cada jogador pode armazenar nove itens (ao contrário dos jogos anteriores, o tamanho deles é irrelevante; uma erva ou um lançador de granadas ocupará apenas um espaço), e quatro itens podem ser atribuídos aos botões direcionais. O jogo apresenta fases com quebra-cabeças, embora menos do que os títulos anteriores.

A partir de uma perspectiva sobre o ombro, o jogador controla Chris Redfield, enquanto há possibilidade de um segundo jogador controlar Sheva Alomar.

Resident Evil 5 é o primeiro jogo da série Resident Evil que oferece um modo cooperativo para dois jogadores. O primeiro jogador controla Chris Redfield, um ex-membro do Serviço de Resgate e Táticas Especiais (S.T.A.R.S) e membro atual da BSAA, e um segundo jogador pode controlar Sheva Alomar, que é introduzida neste jogo. Quando uma pessoa joga sozinha, Sheva é controlada pela inteligência artificial. Quando o jogo é concluído uma vez, há uma opção para fazer dela o personagem principal. O modo cooperativo está disponível online ou em tela dividida com um segundo jogador usando o mesmo console. Um segundo jogador que ingressar em um jogo de tela dividida em andamento fará com que o jogo recarregue o último ponto de verificação; O segundo jogador que aderir no modo online terá que esperar até que o primeiro jogador chegue ao próximo ponto de verificação ou reinicie o anterior. Quando um segundo jogador entra em um jogo em andamento, ele irá recarregar o último ponto de verificação; já online é preciso esperar até o primeiro jogador atingir o próximo ponto de verificação ou reiniciar o anterior para jogar. No modo de tela dividida, o ponto de vista de um jogador é apresentado na metade superior da tela e o outro na metade inferior, mas cada ponto de exibição é apresentado em formato panorâmico, em vez de usar a largura total da tela, resultando em um espaço não utilizado à esquerda e à direita das duas janelas. Se um jogador estiver com a saúde em estado crítico, apenas o seu parceiro pode ressuscitá-lo e eles morrerão caso o personagem ferido não seja curado. Os jogadores podem trocar itens durante a jogabilidade, embora as armas não possam ser trocadas durante o modo online e em certos pontos do jogo, os personagens são deliberadamente separados de seus parceiros. O enredo do jogo é linear e a interação com outros personagens é bastante limitada as cinemáticas.
Uma versão do minijogo Mercenaries de Resident Evil 3: Nemesis está incluído em Resident Evil 5. Este minijogo coloca o jogador em um ambiente fechado com um limite de tempo. Armas personalizadas não podem ser utilizadas, e é preciso procurar armas, munições e tempos bônus enquanto se luta contra uma enxurrada de inimigos, para marcar a maior quantidade de pontos possíveis antes do tempo acabar. Quando o jogo foi lançado este modo estava disponível apenas offline, mas no dia do lançamento um patch disponibilizou a opção online. Mercenaries é desbloqueado quando o modo história do jogo for concluído.

## Desenvolvimento

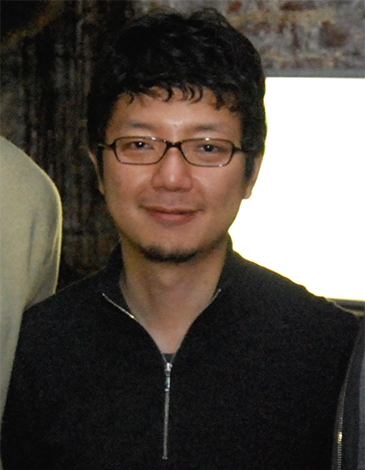
O produtor Jun Takeuchi (fotografado em 2010) supervisionou o desenvolvimento do jogo.

Resident Evil 5 foi desenvolvido pela Capcom e produzido por Jun Takeuchi, que dirigiu Onimusha: Warlords e produziu Lost Planet: Extreme Condition. Keiji Inafune, produtor promocional de Resident Evil 2 e produtor executivo da versão de PlayStation 2 de Resident Evil 4, supervisionou o projeto. Em fevereiro de 2007, alguns membros do Clover Studio da Capcom começaram a trabalhar em Resident Evil 5, enquanto outros estavam trabalhando no Resident Evil: The Umbrella Chronicles, que foi lançado para o Wii. Yasuhiro Anpo, que trabalhou como programador no Resident Evil original, dirigiu o novo título. Ele foi um dos vários funcionários que trabalharam no jogo original e que se envolveram no desenvolvimento de Resident Evil 5. O cenário foi escrito por Haruo Murata e Yoshiaki Hirabayashi e foi baseado em uma ideia de história pelo diretor de conceito Kenichi Ueda. Takeuchi anunciou que o jogo manteria o modelo de jogabilidade introduzido em Resident Evil 4.
A decisão de acrescentar a jogabilidade cooperativa foi feita durante o desenvolvimento a fim de dar uma nova experiência aos jogadores da franquia. Apesar da preocupação inicial de que acrescentar um segundo jogador iria amenizar a tensão e o horror, percebeu-se mais tarde que isso poderia realmente aumentar tais fatores se um jogador tivesse que ser resgatado. A decisão de manter as proporções da tela larga no modo de dois jogadores foi feita para evitar ter a primeira tela diretamente sobre a segunda, o que poderia ser uma distração, e a restrição de se mover e atirar simultaneamente foi mantida para aumentar a tensão do jogador por não lhes permitir controlar livremente. Takeuchi citou o filme Black Hawk Down como uma influência nos cenários de Resident Evil 5 e sua experiência de ter trabalhado em Lost Planet: Extreme Condition também influenciou o desenvolvimento. Quando questionado sobre por que o jogo não estava sendo lançado no Wii, que era o console de jogos eletrônicos mais popular na época, Takeuchi respondeu que, embora fosse uma boa decisão "de uma perspectiva de negócios", o Wii não era a melhor escolha em termos de poder e qualidade visual, e concluiu que estava feliz com as escolhas de console que tinham feito.
Resident Evil 5 foi desenvolvido na versão 1.4 do motor gráfico de jogo MT Framework da Capcom e as cenas e os movimentos dos personagens humanos foram baseados nas capturas de movimento, enquanto os personagens não humanos no jogo foram animados à mão. Foi o primeiro jogo eletrônico a usar um sistema de câmeras virtuais, que permitiu que os desenvolvedores pudessem ver os movimentos dos personagens em tempo real enquanto os atores de captura de movimento eram gravados. Os atores Reuben Langdon, Karen Dyer e Ken Lally interpretaram Chris Redfield, Sheva Alomar e Albert Wesker, respectivamente. Dyer também dublou Alomar, enquanto que Redfield foi dublado por Roger Craig Smith. O fato de Dyer já ter trabalhado em um circo acabou ajudando-a a conseguir o papel de Sheva, já que a Capcom estava à procura de alguém que poderia lidar com as habilidades físicas necessárias de sua captura de movimento. Ela realizou suas próprias manobras e trabalhou na produção do jogo por mais de um ano, às vezes com uma carga horária de catorze horas.
Kota Suzuki foi o compositor principal e a música adicional teve contribuições de Hideki Okugawa, Akihiko Narita e Seiko Kobuchi. A partitura eletrônica incluiu quinze minutos de música orquestral gravada no Newman Scoring Stage da 20th Century Fox Studios em Los Angeles com a Hollywood Studio Symphony, tendo 103 peças musicais. Outras músicas orquestrais e arranjos foram feitos por Wataru Hokoyama, que dirigiu a orquestra. A Capcom gravou em Los Angeles porque queria uma trilha sonora de Hollywood para aumentar o valor cinematográfico do jogo e o interesse global. A trilha sonora de Resident Evil 5 apresenta uma música-tema original, intitulada "Pray", que foi composta por Suzuki e cantada por Oulimata Niang.

## Divulgação e lançamento
A Capcom anunciou Resident Evil 5 em 20 de julho de 2005, mostrando um breve trailer na Electronic Entertainment Expo (E3) de 2007. O trailer completo da E3 foi publicado no Xbox Live Marketplace e na PlayStation Store em 26 de julho de 2007. Um novo trailer foi mostrado na Spike TV e na GameTrailers em 31 de maio de 2008. Uma demonstração jogável foi lançada para o Xbox 360 no no Japão em 5 de dezembro de 2008, e na América do Norte e Europa em 26 de janeiro de 2009; a edição de PlayStation 3 foi liberada em 2 de fevereiro. A demonstração teve quatro milhões de downloads em todo o mundo nos dois consoles, alcançando a marca de 1,8 milhões de downloads apenas entre 26 de janeiro e 29 de janeiro. Em 21 de janeiro de 2009, a revista D + PAD noticiou que Resident Evil 5 seria lançado com uma caixa de arte de edição limitada no Xbox 360; fotos das informações que estavam nesta caixa afirmavam que o jogo permitiria que dois a dezesseis jogadores jogassem offline via System Link. Embora a Capcom disse que a "caixa de arte não estava mentindo", a empresa não forneceu mais detalhes. Logo depois, a empresa emitiu outra declaração dizendo que as informações estavam incorretas e que o System Link poderia suportar apenas dois jogadores. A Microsoft lançou um console Xbox 360 vermelho de edição limitada que foi vendido com o jogo. Esta edição do console continha um tema de Resident Evil exclusivo para a interface do Xbox360, e um cartão que continha um código que liberava de graça o jogo Super Street Fighter II Turbo HD Remix no Xbox Live.
Resident Evil 5 foi lançado para o PlayStation 3 e Xbox 360 em março de 2009 e a Capcom lançou um espaço dedicado ao PlayStation Home. O espaço, intitulado "Studio Lot" (Biohazard 5 "Film Studio" no Japão), teve como tema a cidade fictícia do jogo, Kijuju. Seu salão oferecia itens relacionados à venda, eventos e suporte completo de lançamento. Algumas áreas do espaço estavam disponíveis apenas para quem tinha o jogo. O espaço foi lançado em 5 de março de 2009 em todas as regiões da PlayStation Home. A versão de Microsoft Windows foi lançada em setembro de 2009. Usando a tecnologia 3D Vision da Nvidia através do DirectX 10, inclui figurinos personalizados e um novo modo no minijogo Mercenaries. Resident Evil 5 foi re-lançado para a Shield Android TV em maio de 2016, e relançado para o PlayStation 4 e Xbox One em 28 de junho de 2016, com uma cópia física de disco lançada na América do Norte em 12 de julho de 2016. Também foi lançado para Nintendo Switch em 29 de outubro de 2019.

### Conteúdo adicional
Pouco antes do lançamento de Resident Evil 5, a Capcom anunciou que um modo multijogador competitivo chamado Versus estaria disponível para download em várias semanas. Ele foi liberado na Europa e América do Norte através do Xbox Live Marketplace e da PlayStation Store em 7 de abril de 2009. Este modo tem dois tipos de jogos online: "Slayers", baseado em pontos que desafia os jogadores a matarem os Majini, e "Survivors", onde os jogadores lutam uns aos outros enquanto se defendem e atacam os Majini. Ambos os modos podem ser jogados por equipes de dois jogadores. A versão de Microsoft Windows originalmente não suportava conteúdo para download (DLC).
Durante a conferência de imprensa da Sony na Tokyo Game Show de 2009, a Capcom anunciou que uma edição especial chamada Biohazard 5: Alternative Edition, seria lançada no Japão para o PlayStation 3 na primavera de 2010. Esta edição suporta o acessório PlayStation Move e incluia um novo modo de jogo, "Lost in Nightmares", onde Chris e Jill se infiltravam em uma propriedade à procura de um dos fundadores da Umbrella Corporation, Ozwell E. Spencer, em 2006. Uma outra edição especial, Resident Evil 5: Gold Edition, foi lançada para o Xbox 360 e PlayStation 3 na América do Norte e Europa. Além de incluir a mini-campanha "Lost in Nightmares", também vinha com outro episódio de expansão, chamado de "Desperate Escape", onde os jogadores controlavam Josh e Jill enquanto ajudam Chris e Sheva. A edição também incluia o modo Versus que foi lançado anteriormente, quatro novos figurinos personalizados e um modo Mercenaries alternativo com oito novos personagens jogáveis, novos itens e mapas. Como a Alternative Edition, a Gold Edition suportava o PlayStation Move através de uma atualização lançada em 14 de setembro de 2010. A versão Gold Edition do Xbox 360 veio em um DVD com um código que permitia o download gratuito de todos as DLCs, enquanto a versão de PlayStation 3 tinha todo o novo conteúdo em um único disco Blu-ray. Em 5 de novembro de 2012, Resident Evil 5: Gold Edition foi colocado na PlayStation Network para download gratuito para usuários do PlayStation Plus durante aquele mês.
Como parte da conversão do jogo para o Steamworks, a versão Gold Edition foi lançada na Steam para o Microsoft Windows em 26 de março de 2015. Tanto as pessoas que compraram na Steam como no Games For Windows - Live poderam adquirir uma cópia gratuita do jogo base e da versão Gold Edition. Porém, essa edição não permitia o uso da tecnologia 3D Vision da Nvidia, embora a Capcom tenha confirmado posteriormente que havia uma maneira de contornar esses problemas.

## Recepção
Os críticos elogiaram o visual e o conteúdo do jogo. Corey Cohen do Official Xbox Magazine elogiou o ritmo rápido e achou os gráficos lindos. O jogo também foi elogiado por Joe Juba e Mark Miller da Game Informer, afirmando que tinha os melhores gráficos de todos os jogos lançandos até à data e que a música e a dublagem ajudaram a dar vida aos personagens. Brian Crecente do Kotaku disse que era um dos títulos visualmente mais impressionante que já tinha jogado. Segundo Adam Sessler da X-Play, os gráficos eram excepcionais, enquanto a revista Edge elogiou a jogabilidade, descrevendo-a como emocionante e frenética. Escrevendo para a IGN, Ryan Geddes achou que Resident Evil 5 tinha um valor de repetição surpreendentemente alto, e Louis Bedigian da GameZone disse que o jogo "valia a pena ser jogado duas vezes em um fim de semana".
Embora tenha sido bem recebido, vários críticos consideram e lamentaram que o jogo abandonou as características do gênero sobrevivência, presente nos outros jogos da série, para se focar mais na ação. Chris Hudak, da Game Revolution, considerou-o como um "blockbuster de ação", e Brian Crecente disse que "toda a pretensão de ser um título de sobrevivência foi abandonada para ser tornar um jogo de tiro". Kristan Reed, da Eurogamer afirmou que Resident Evil 5 se "transformou de uma aventura de sobrevivência em um jogo de sobrevivência de tiro", e acreditava que essa tentativa de atrair novos jogadores pela ação desagradaria alguns fãs.
Aspectos do esquema de controle foram criticados. James Mielke do 1UP.com fez comentários negativos devido a várias inconsistências, como apenas ser capaz de se proteger do fogo inimigo apenas em áreas muito específicas. Mielke também criticou os controles, dizendo que a mira ao apontar era muito lenta, além de comentar sobre a incapacidade de não poder atirar e se mover ao mesmo tempo. Apesar dos problemas, ele considerou "um jogo ainda muito divertido". Kristan Reed também criticou alguns controles, como a velocidade com que as voltas de 180 graus foram realizadas e a dificuldade de acessar o inventário. Joe Juba disse que a incapacidade de se mover e atirar ao mesmo tempo parecia mais "uma maneira barata e artificial de aumentar a dificuldade do que uma técnica para aumentar a tensão". Embora tenha elogiado alguns aspectos do controle da inteligência artificial de Sheva, Ryan Geddes também se aborreceu com a mesma, com a tendência da personagem em gastar munição e os suprimentos de saúde imprudentemente.
A recepção das DLCs também foram favoráveis. Steven Hopper da GameZone deu uma nota oito de dez para "Lost in Nightmares", dizendo que, apesar da brevidade do episódio, ele tinha um alto valor de repetição e a adição dos elementos multiplayer fez dele um "investimento digno para os fãs do jogo original". Samuel Claiborn, da IGN, deu nota sete de dez para "Desperate Escape" dizendo: "Apesar das bem elaboradas sequências de ação, eu realmente senti falta da vibe única de "Lost in Nightmares".

### Alegações de racismo

Uma cena do primeiro trailer de Resident Evil 5 que foi apresentado na E3 de 2007, mostrando Chris atirando contra um grupo de aldeões

O trailer lançado na E3 de 2007 foi criticado por mostrar um protagonista branco matando inimigos negros em uma pequena aldeia africana. De acordo com Gai Croal, editor da Newsweek, "havia um monte de imagens naquele trailer que se encaixavam com o imaginário clássico de racismo", embora reconhecesse que apenas uma prévia havia sido lançada. Takeuchi comentou que os produtores foram surpreendidos pela controvérsia. O segundo trailer lançado em 31 de maio de 2008 revelou um grupo mais racialmente diverso de inimigos e da agente meia-africana Sheva Alomar. Para os críticos, a personagem foi adicionada para diminuir as acusações de racismo, embora Karen Dyer disse que Sheva esteva presente no desenvolvimento antes do primeiro trailer ser lançado. Takeuchi negou que as queixas sobre racismo tiveram algum efeito na alteração de projeto de Resident Evil 5. Ele reconheceu que diferentes culturas podem ter tido opiniões diferentes sobre o trailer, embora disse que não esperava haver mais queixas depois que o jogo fosse lançado e que as pessoas seriam "capazes de jogá-lo e ver que não há nada de racista nele". A produtora Masachika Kawata também comentou sobre a questão: "Não podemos agradar a todos. Estamos no ramo do entretenimento e não estamos aqui para declarar nossa opinião política ou algo assim. É lamentável que algumas pessoas se sentiram ofendidas dessa forma".
A Eurogamer mostrou um outro trailer em fevereiro de 2009; Dan Whitehead expressou preocupação com a controvérsia que o título podia gerar: "Ele joga tão descaradamente nos antigos clichês do 'continente sombrio' e o desejo primitivo de seus habitantes que eu poderia jurar que o jogo foi escrito nos anos 1920, e há ainda mais imagens desatualizadas ultrajantes que podem ser encontradas mais tarde no jogo, coisas que eu fiquei honestamente surpreso ao ver em 2009". Whitehead também afirmou que a introdução de Sheva, de pele morena, agravava o problema ao invés de diminui-lo. Hillary Golstein da IGN acreditava que o jogo não era deliberadamente racista e, embora pessoalmente não o considerasse racista ou ofensivo, ela sentia que outros achariam devido à natureza subjetiva da ofensividade. Chris Hudak descreveu qualquer acusação de racismo como "estúpida". Karen Dyer, de ascendência jamaicana, também rejeitou as alegações. Ela disse que em mais de um ano de trabalho no desenvolvimento do jogo nunca encontrou nada racialmente insensível, e não teria continuado a trabalhar se tivesse.
Wesley Yin-Poole do VideoGamer.com disse que apesar das alegações de racismo, nenhuma ação policial tinha sido procurada. Glenn Bowman, professor sênior em antropologia social na Universidade de Kent, afirmou que não acreditava que Resident Evil 5 era racista. Bowman acrescentou que o jogo apresenta um tema anti-colonial: "Para quem não conhece o enredo do jogo, à primeira vista ele pode parecer racista. Mas quando você começa a jogá-lo e a prestar atenção no desenvolvimento do enredo, você terá uma opinião totalmente diferente". E também afirmou que aqueles que se queixam de racismo podem estar expressando um "racismo invertido que diz que você não pode ter pessoas assustadoras que são negras". Ao ser noticiado que o jogo tinha uma cena que mostrava "homens negros" arrastando uma mulher branca gritando para fora de uma casa, Yin-Poole comentou que a alegação estava incorreta e que só tinha um único homem arrastando a mulher e que ele não era "obviamente negro". A cena foi submetida ao British Board of Film Classification para avaliação. Sue Clark, chefe de comunicações da entidade, disse: "Há apenas um homem que puxa uma mulher loira para dentro da varanda e ele também não é negro. Como todo o jogo é ambientado na África, não é surpreendente que alguns dos personagens sejam negros... nós tomamos o racismo muito a sério, mas neste caso não há nenhuma questão em torno disso".

### Vendas
A versão de Resident Evil 5 do PlayStation 3 foi o jogo mais vendido no Japão nas duas semanas seguintes ao seu lançamento, com 319.590 cópias vendidas. Em março de 2009, se tornou o jogo mais vendido da franquia no Reino Unido e o maior lançamento de jogos para Xbox 360 e PlayStation 3 no país. Em dezembro de 2020, Resident Evil 5 vendeu 7,8 milhões de cópias em todo o mundo somando as versões de PlayStation 3, Xbox 360 e as edições digitais, e a versão Gold Edition vendeu 2,3 milhões de cópias adicionais nessas unidades. As versões de PlayStation 4 e Xbox One venderam mais 2 milhões de cópias juntas, elevando o total das vendas para 12,1 milhões de unidades.
A versão original de Resident Evil 5 foi a edição de um lançamento individual da Capcom de um jogo mais vendido até março de 2018, quando foi superado por Monster Hunter: World que as vendas alcançaram 7,5 milhões de unidades, em comparação com 7,3 milhões de unidades vendidas de Resident Evil 5 no mesmo período. Em junho de 2020, levando em consideração as vendas de todas as versões e relançamentos, Resident Evil 5 foi o terceiro jogo da Capcom mais vendido no geral, atrás apenas de Monster Hunter: World (16,1 milhões de unidades vendidas) e Street Fighter II (14,05 milhões de unidades vendidas), e continua a ser o título mais vendido da franquia Resident Evil, superando seus rivais mais próximos Resident Evil 4 (1,6 milhões de unidades vendidas) e Resident Evil 6 (2 milhões de unidades vendidas).
Em 30 de junho de 2021 vendeu 7,9 milhões de unidades para xbox 360 e PS3, sem contar com 2,3 milhões de unidades das versões GOLD, as versões de PS4 e xbox One soman 2,2 milhões de unidades, um total de 12,4 milhões de unidades no total.

### Prêmios
Resident Evil 5 ganhou o Prêmio de Excelência no Japan Game Awards de 2009. Foi nomeado para os prêmios de Melhor Jogo de Ação/Aventura e Melhor Jogo de Console no Game Critics Awards de 2008, Melhor Jogo de Ação no Game of the Year Awards de 2009 da IGN, e Melhor Edição de Som na Computer Entertainment do Golden Reel Awards de 2010. O jogo também recebeu cinco indicações na Game Audio Network Guild Awards de 2010: Áudio do Ano, Melhor Cutscene, Melhor Diálogo, Melhor Canção Vocal Original - Pop e Melhor Uso de Surround em um Jogo. Karen Dyer foi nomeada para o prêmio Desempenho Excepcional na Interpretação de Personagem na Academy of Interactive Arts & Sciences Awards de 2010.